# Guèzer

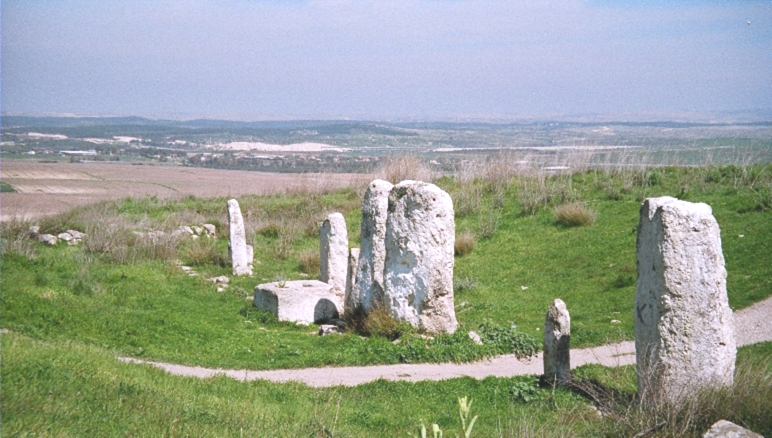
Guèzer

Guèzer o també Gazer (hebreu: גֶּזֶר‎; grec antic: Γαζέρ) va ser una ciutat dels filisteus tributària dels israelites de la tribu d'Efraïm. Està situada als contraforts de les muntanyes de Judea, vora la regió de Xefela.
Era una de les principals ciutats fortificades dels cananeus a la primera meitat del segon mil·lenni aC. Va ser ocupada pel faraó Tuthmosis III que la va incendiar, però tot i això va recuperar aviat la seva importància donada la posició estratègica que tenia, a les rutes comercials de la costa que unien Egipte amb Síria, Anatòlia i Mesopotàmia, i la via que anava de Jerusalem a Jericó. Molt ràpidament el rei Salomó va reconstruir les muralles exteriors i un túnel d'aigua. Les cartes d'Amarna conserven els juraments de lleialtat dels reis de Guèzer als faraons.
El faraó Merneptah la va destruir, segons consta a l'Estela de Merneptah. Al Llibre de Josuè es parla d'u rei de Guèzer anomenat Oram, que en temps de Josuè, quan els israelites assetjaven la ciutat de Laquix va anar a auxiliar-la, i a la batalla, va morir. La ciutat va pertànyer a la tribu d'Efraïm, però després va tocar en sort als levites, als descendents de Quehat.
El rei David després de la batalla de Baal-perazim (a 4 km al nord-oest de Jerusalem) va empaitar els filisteus des de Geba fins a Guèzer, el punt més llunyà on va arribar. A la rodalia de Guèzer hi havia la ciutat de Ramla que era habitada pels jebusites i també els israelites la van ocupar. En temps del rei Salomó la va ocupar un faraó (potser Siamon) que li va cedir com a dot de la seva dona, una princesa egípcia. Salomó va reforçar les seves defenses, i també les d'Hazor i Megiddo.
El faraó Shoshenk I la va atacar, i més tard Teglatfalassar III d'Assíria que la va ocupar i la mantenir sota el seu domini. Més tard la van tenir els babilonis i els perses, fins a la conquesta macedònia cap a l'any 332. Després va pertànyer a Egipte i finalment als selèucides. Els selèucides la van fer servir de base en temps de la revolta dels macabeus i en van restaurar les defenses (després del 170 aC). Simó Macabeu va conquerir la ciutat als voltants de l'any 140 aC i el seu fill Joan Hircà I hi va construir una fortalesa.
Al segle següent, cap a l'any 63 aC, va passar a Roma. Va continuar sota poder romà al llarg de l'Imperi, incloent el període dels romans d'Orient, fins que va caure en mans dels àrabs cap a l'any 635. Queden restes dels banys romans. Durant les croades es va lliurar la batalla de Montgisard (prop de Ramla) entre Saladí i les forces del Regne de Jerusalem el 25 de novembre de 1177, que se suposa que va transcórrer a la rodalia de l'antic emplaçament de Guèzer. Encara era una petita ciutat sota els mamelucs, però sota els otomans es va construir el llogaret d'Abu Shuseh suposadament al turó proper a l'antiga ciutat.
Es creu que és la moderna Tel Gezer (Tell al-Jezer o Abu Shusheh), a la carretera entre Jerusalem i Jaffa a uns 30 km a l'oest de Jerusalem. El lloc el va descobrir el 1871 Charles Clermont-Ganneau i entre 1902 i 1907 Robert Macalister la va excavar i en va trobar algunes restes. Altres excavacions les va fer Alan Rowe (1934), G.E. Wright (1964-1965), William Dever, Yigael Yadin, i la Universitat d'Andrews. Les excavacions es va reprendre el juny del 2006 per un consorci d'institucions sota direcció de Steve Ortiz del Center for Archaeological Research of the New Orleans Baptist Theological Seminary, i de Sam Wolff de l'Autoritat d'Antiguitats d'Israel.
Una de les troballes és l'anomenat Calendari de Guèzer, una placa amb unes inscripcions per les que s'han donat diverses explicacions a tall d'hipòtesi, però que en general sembla indicar les estacions agrícoles utilitzades pels grangers. També s'han trobat 10 monuments megalítics probablement d'origen cananeu; nou pedres fites amb inscripcions; i sis portes similars a les robades a Hazor i Megiddo.